# Антисуйю

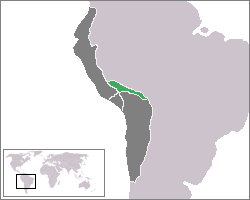
Провинция на карте Империи Инков

Флаг провинции

Мачу-Пикчу в Регионе Куско (Перу)

Антисуйю, Анти суйю (кечуа Anti Šuyu — Восточная провинция) — одна из четырёх провинций Империи Инков. Располагалась к северу и северо-востоку от Куско. Главным образом, провинция располагалась на территории Юнгас (территория восточных предгорий Анд в Боливии, Перу и частично в Аргентине) в бассейнах рек Урубамба и Мадре-де-Дьос. Наименьшая провинция по занимаемой территории.
Джунгли мешали доминированию инков. Известно несколько их рейдов вглубь территории во время покорения.
Ландшафты провинции помогли распространению возделывания коки.